# Fate/stay night
《Fate/stay night》(한국어: 페이트/스테이 나이트, 일본어: フェイト/ステイナイト)는 일본의 동인집단 출신 게임제작사 타입문(TYPE-MOON)의 성인 게임과 그것을 바탕으로 하는 애니메이션이다.
게임의 폭발적인 인기에 힘입어 팬디스크 《Fate/hollow ataraxia》를 판매하였고, 2006년 1월부터 애니메이션으로 방영한 바 있다.

## 게임

### 성배전쟁
배경이 되는 후유키 시에는 성배(聖杯, grail)가 수십 년 간격으로 나타났었다. 언제부터 성배가 나타났는지에 대한 연대는 정확히 밝혀지지 않았으나 19세기에 나타난 것으로만 전해져있다. 전쟁이 일어난시기도 기록으로 남아있지않아 연대측정은 불가능하다. 다만 19세기 중반에 7명의 마도사들이 성배의 존재와 그 가치를 알게되고 차지하기 위해 전설속의 영웅을 서번트 소환하여 성배를 차지하기위한 싸움이 시작되었다는 것이 최초의 성배전쟁이라고만 알려져 있다.
이 게임은 일본의 어느 마을에서 있었던 성배전쟁에 관한, 가공의 이야기(픽션)이다.
참고로 예수(Jesus)가 가진 최후의 만찬에 사용되었다는 성배와는 전혀 관련이 없다.

### 마스터와 서번트
서번트란 일종의 패밀리어로서 마스터의 명령을 듣는 영체(霊體)이다. 서번트는 과거 또는 미래의 영웅이나 유명한 사람이었던 자들이 죽어서 된 영령들이 성배에 인도되어 계약한 결과로 소환된 것이다. 그들의 남은 미련을 위해 성배를 얻게 하는 기회를 주는 대신 자신들을 실체화시켜 소환할 수 있게 한 것이다. 마스터에게 소환되는 서번트의 클래스(종류)는 세이버, 랜서, 아처, 캐스터, 라이더, 어새신, 버서커 7가지 외에도 엑스트라 클래스가 존재한다. 마스터당 서번트는 한 종류만 선택할 수 있고, 복수계약이 가능하긴 하나, 마력의 유지가 쉽지 않아 그렇게 하지는 않는다. 서번트는 보통의 인간과는 비교할 수 없을 정도로 강하기 때문에 서번트가 인간을 죽이는 것은 어렵지 않다. 따라서 서번트와 싸우려면 서번트로 상대하는 게 상식으로 서번트를 마스터가 직접 죽일 수 있는 경우는 거의 드물고 같은 서번트끼리도 실력차가 하늘과 땅차이까지 난다.
마스터로 선택된 마술사 7명에게는 령주(특별한 표시)가 신체의 일부에 새겨지며 그 개수는 3개이다. 령주는 절대명령권의 기능을 할 수 있다. 서번트는 자신의 자유의지를 가지지만, 령주를 사용해서 하는 명령은 거스를 수 없지만 대마력이 높다면 한번 정도는 버티기도 한다. 3개의 령주를 다 쓰게 되면 마스터는 서번트의 통제능력을 잃게 된다. 그러므로 마스터가 령주 3개를 모두 사용한 경우라면 서번트는 마스터를 배신해서 죽일 수도 있어서, 그런 경우를 대비해서 3개의 령주 중 1개는 마지막까지 남겨 두어야 한다.

### 성배전쟁에서 승리하는 방법
7명의 마스터가 모두 서번트를 소환하면 그 때부터 성배전쟁은 시작된다. 그 7명의 마스터와 7명의 서번트는 서로를 성배전쟁에서 탈락시켜야 한다. 성배는 서번트가 1명 남았을 때 나타나게 된다. 서번트를 죽이는것은 어렵기 때문에 마스터를 죽이는 것에 더 목적을 둔다. 마스터가 죽으면 서번트는 세계와의 연을 잃어 급속도로 마력을 소모하게 되고 실체화 할 수 없게 되어 성배전쟁으로부터 자동 탈락한다.(단, 아처의 경우 마스터가 죽어도 꽤 오래 현계할 수 있는 스킬을 보유한다.) 그러나 마스터로서의 공급이 원활하지 않아도 다른 방법(예를 들면 체액교환 혹은 영혼흡수)으로 마력을 공급할 수 있다. 그리고 만일 서번트를 죽일 수 있다해도 마스터는 죽여두는 편이 낫다. 그 이유는 마스터를 잃은 서번트는 령주가 남아있는 마스터와 재계약이 가능하기 때문이다.(다만, 마법사가 아니라도 재계약으로 마스터가 될 수는 있는 듯하다. 대표적으로 캐스터의 경우다.)
지금까지 총 4회의 성배전쟁이 있었으며 그 4회 모두 승자는 없었다. 3차 성배전쟁에서 어벤저가 소환, 성배가 오염되었고. 이전 4차 성배전쟁에서, 에미야 시로의 양아버지 키리츠구가 세이버를 소환하여 참전, 최후까지 살아남지만 성배를 파괴해버린다. 다만 완전 파괴는 하지 못하여 갑자 단위로 벌어지는 성배전쟁이 10년 후에 일어나는 사태가 발생, 5차 성배전쟁이 일어난 것이다.

### 스토리와 분기 소개
분기(루트)는 크게 세 가지가 있고, 그에 따라서 엔딩이 달라지는 성인 게임 방식이다.
각 시나리오의 이름은 페이트(Fate), 언리미티드 블레이드 워크스(Unlimited Blade Works; UBW), 헤븐스 필(Heaven's Feel; HF)이며, 이 세 개의 엔딩 이외에도 중간에 잘못된 선택을 하면 보게 되는 배드 엔딩(Bad Ending)과 데드 엔딩(Dead Ending), 통칭 타이가 도장이 40개가 있다.  타이가 도장에서는 골라야 할 선택지나 분기 등에 대한 조언을 제공해 준다. 거기에 더해서 폭로 수준의 스포일러를 보여주기도 한다. 여기에는 이리야스필 폰 아인츠베른과 후지무라 타이가가 출연하며, 개그가 부족한 게임에 활력을 불어넣는 역할을 한다. 타이가 도장에 갈 때(배드엔딩)마다 분기에 따른 스탬프를 받을 수 있다. 5개의 메인 엔딩과 40개의 타이가 스탬프를 다 모으면 보너스 극장을 볼 수 있다.
내용의 특성상 Unlimited Blades Work를 플레이하기 위해서는 먼저 Fate를, Heaven's Feel을 플레이하기 위해서는 Unlimited Blades Work를 먼저 클리어하도록 구성되어 있다.

### 시놉시스
에미야 시로는 평범한 고등학생이지만, 정체는 마술사이다. 그러나 마술을 제대로 배우지 못하여 그 실력은 반쪽짜리에 불과하지만 매일매일 광에서 마술단련을 해 나가고 있다. 어느 날 학교에서 늦게까지 있다가 운동장에서 창과 쌍검을 사용하는 괴인들의 전투를 보게 된다. 증거 인멸을 위해 창을 쓰던 인물이 시로를 습격하고 그 남자에게 심장을 꿰뚫린다. 죽어가는 도중, 누군가에게 치료를 받고 집으로 돌아가게 된다.
집으로 돌아온 시로는 또 창을 쓰는 괴인의 습격을 받는다. 집안에서 나와 광까지 겨우 도망치지만, 목숨이 경각에 이르게 된다.
남자가 창을 던진 순간, 뒤에서 기사 차림의 소녀가 소환되어 창을 쳐낸다. 남자는 몇합을 받아내다가 광 밖으로 도망친다.
그 소녀는 에미야 시로에게 묻는다.
| “ | 묻겠다. 그대가 나의 마스터인가? | ” |

그리고 시로는 성배전쟁을 끝내기 위해 성배전쟁에 참가하게 되는데...

### Fate 루트
세이버가 히로인인 루트다. 세이버의 3번째 보구가 등장하는 유일한 루트이며, 시로가 어떻게 10년 전의 대화재 속에서 살아남았는지, 어떻게 성배전쟁 중에 숱한 공격을 받고도 살아있을 수 있는지 이유가 밝혀진다. 덧붙여 히로인별로 두 가지의 엔딩이 존재하는 여타 루트들과는 달리 오직 하나의 엔딩만을 가지고 있다.
세 가지 루트 중 가장 먼저 등장하며 이해하기 쉬운 편이다.
라스네가 쓴 아르토리아 로망스 시리즈가 엔딩의 다음으로 이어진다.
(팬픽격으로 엔딩의 다음이라고 보기에는 무리가 있지만 실제로 책이 나왔으며 팬픽중에 꽤 유명하다.)
페이트 스테이 나이트의 3가지 루트 7가지 엔딩중 가장 처음 접하는 엔딩이며, 각 루트의 특징을 보면 페이트 루트는 해피엔딩이면서도 마치 어린아이용 동화처럼 성장의 과정에 초점이 둔 게 아니라 '결국 용사는 악을 무찌르고 행복하게 살았다'라는 뉘앙스의, 단순한 구조라 할 수 있다.
UBW 루트는 에미야 시로가 자신을 '아쳐'와 비교하며, 또 페이트 루트보다 더 복잡한 고난을 겪으며 성장하고 마침내 각성하는, 페이트 루트와 비교하면 더 소년만화 같은 전개를 보인다.
HF 루트는 에미야 시로가 그 전 루트에서보다 명백히 '좌절'하고, 또 자신의 정의를 온전히 관철시킬 수 없음을 깨닫는, 마치 청소년에서 성인이 되는 과정을 보여주는 루트이다.
즉 루트의 클리어 순서가 Fate-UBW-HF 인건 나름대로 이유가 있다. 분명 각기 다른 평행세계지만 클리어하고나면 어린아이가 소년이되고 그 소년이 어른이 되는 것을 본 것 같은 느낌이 든다.
밑에 내용을 보면 그만큼 HF루트는 무겁다.

### Unlimited Blade Works 루트
Unlimited Blade Works는 작품에서 ‘무한의 검제’로 해석한다. (흔히 UBW로 줄여 부른다). 토오사카 린을 히로인으로 하는 루트이다. Fate 루트를 클리어해야만 진행할 수 있다. 아처의 정체가 밝혀지며 서번트를 중심으로 다분히 소년만화적인 분위기와 내용이 전개된다. 엔딩은 트루와 굿의 두가지가 있으며, 한명만을 바라보며 가는가(True) 토오사카와 세이버라는 두 개의 꽃을 취하느냐(Good)의 차이일 뿐 그 외에는 같다. 아처의 보구가 처음으로 등장한다.
팬들에게 가장 많은 인기를 얻고있는 루트로 굿 엔딩 이후의 이야기를 그린 팬픽 Fate in britain이 큰 인기를 얻은 바 있다.
페이트 루트에서 아처는 초반에 퇴장했다. 페이트 루트에서 시간을 벌기위해 남았지만 버서커를 5번이나 죽인게 절대 운이 아님을 ubw 전투에서 여실히 보여준다. 아처가 말 그대로 히어로이기 때문(시로도 히어로)
팬들은 세 루트 중 가장 다이나믹한 루트라고 평가한다.

### Heaven's Feel 루트
하늘의 잔, 천의(天衣)루트. 앞의 두 루트에서는 마치 성배전쟁과 관련없는 '일상'을 대변하고 있는 듯 하게 그려졌던 마토 사쿠라를 히로인으로 한다. 마지막 루트답게 앞의 두 시나리오에서 떠오르는 의문들이 해결된다. 일종의 반전에 해당되는 루트로서, 등장한 모든 복선의 폭발과 가장 충격적인 전개. 그리고 새로운 인물과 서번트들이 등장한다. (덧붙여 앞의 두 루트에서와 이 루트에서의 사쿠라의 극멸한 괴리와 사건으로 인해 스토리 자체의 인기는 있을지언정(그것 또한 인지도가 낮음) 히로인의 인기는 가장 저조한 루트이기도 하다. 능욕이 뭔가를 여실히 보여준다.)
앞서 언급했듯 이 루트의 시로는 마치 이상을 쫓던 소년에서 현실을 받아들이는 성인이 되는 과정을 겪는 것이라 할 수 있다.
시로가 이 루트에서 결국 '모두를 구하기 위한 정의의 사도'라는 자신의 신념을 포기하기 때문에 거의 확실하게 본 루트의 시로는 아처가 되지 않는다. 그 외에도 생각하기 어려운 반전들이 기다린다. true와 normal의 두 가지 엔딩이 있다. (노멀에서는 전 루트를 통틀어 유일하게 시로가 희생하여 소멸한다)
세 가지 루트 중 가장 이해하기 어렵고 폭력성과 선정성 면에서 가장 수위가 높은 루트이다.
(Fate 루트와 HF루트를 비교하면 극단적으로 말하면 7세용 동화와 19세 느와르 영화 만큼의 갭이 느껴진다.)

또한 Fate/Zero를 감명깊게 읽은 팬이라면 이 루트가 그리 이질적이지 않다. Zero도 어마무지하게 우중충하고 비참한 결말(그리고 아무도 없었다 수준...)을 맞이하는데다가, Zero에 등장했던 인물들이 핵심을 이루기 때문이다.
크게 코토미네 키레이/마토 사쿠라/이리야스필 세 명. 이 셋이 hf루트를 이끌어간다고 해도 무방하다.
먼저 Zero의 사실상 가장 입체적인 인물이며 이야기의 종결 후 행보를 감안했을 때 사실상 진주인공인 코토미네 키레
fate 루트나 ubw 루트에선 교회에 짱박혀서 기분 나쁜데다가 중간중간 악역이랍시고 개기다가 악당답게 주인공이나 창쟁이(...)한테 죽는 처지이고, 앞 두 루트의 경우 성배에 대해 자세히 다루지 않기 때문에 제로에서 이미 더럽혀진 성배를 겪은 코토미네 키레가 연관될 여지가 적었다. 하지만 hf 루트는 다르다. 무려 키레가 아군이 되기도 한다.

HF 루트는 메인이 사쿠라/이리야 투탑이라고 할 수 있고
이 둘은 각각 Zero에서 어린 시절이 나왔다.(작화가 뛰어나기로 정평난 ufotable이 왕의 군세씬보다 로리캐릭터 3인방(린,사쿠라,이리야)에 온 힘을 쏟았다는 얘기가 있을 정도로 반응이 좋았다.) Zero 팬들은 반가울 수 밖에 없고 특히 사쿠라같은 경우 Zero에서 어린나이에 강제로 가족과 떨어진데다 충격과 공포의 능욕을 당하고 눈에 초점을 잃은 반 시체상태임이 보여져서 극의 암울함을 더했는데(카리야의 결말에 비참함을 한껏 더했다)
Fate 루트나 ubw 루트를 플레이하다보면 이놈의 사쿠라는 분명 생김새로보나 성으로보나 Zero의 그 꼬맹이가 맞는데..
'아니 그렇게 암울했던 애가 후속작 Stay night 에선 치유계 캐릭터가 되어있네? 이거 사기아니야? 뭔일이 있었던거야?'
라고 궁금증을 느낄 수 밖에 없다. 바로 그 암울한 내용이 HF 루트의 주를 이룬다.

## 애니메이션
애니메이션의 스토리는 게임의 Fate 루트를 기본으로 하고, 나머지 두 루트의 요소도 조금씩 첨가되어 있다. 애니메이션은 24화로 구성되어 있으며, 일본에서는 치바TV와 KBS교토를 통해, 한국과 홍콩, 동남아시아 등지에서는 위성방송 애니맥스를 통해 방영되었다. 극장판은 《페이트/스테이 나이트 무한의 검제》(Fate/stay night UNLIMITED BLADE WORKS)라는 이름으로 2010년 1월 23일에 개봉되었다.
2014년 10월에《페이트/스테이 나이트 무한의 검제》(Fate/stay night Unlimited Blade Works)가 극장판이 아닌 애니메이션으로 방영되고 있다.

### 주제가
주제가는 국내에서 체리필터가 한글화 하여 불렀지만 일부 일본 애니메이션 극성팬들에 의해 심한 비난을 받았으며 이에 대해 일반인들의 애니메이션 팬들에 대한 인식이 더 나빠지게 되었다
오프닝 곡(FATE루트,스튜딘 op)
1. 〈disillusion〉1화 ~ 14화
(작사：하가 케이타 / 작곡：Number201 / 편곡：카와이 켄지 / 노래：타이나카 사치)
〈disillusion〉는 게임판 주제가 〈THIS ILLUSION〉를 편곡한 곡이다.
2. 〈빛나는 눈물은 별에(きらめく涙は星に)〉 15화 ~ 23화
(작사：하가 케이타 / 작곡：KATE / 편곡：소가와 토모지, Number201 / 노래：타이나카 사치)

엔딩 곡(위와 마찬까지도 스튜딘루트)
1. 〈당신이 있던 숲(あなたがいた森)〉1화 ~ 23화(14화 제외)
(작사：와타나베 마나미 / 작·편곡：데와 요시아키 / 노래：쥬카이(樹海))
3화 이후(작사：Manami Watanabe / 작곡：데와 요시아키 / 편곡：데와 요시아키, 와타나베 젠타로 / 노래：쥬카이(樹海))
2. 〈너와의 내일(君との明日)〉24화
(작사·곡：타이나카 사치 / 편곡：카네코 타카히로 / 노래：타이나카 사치)

삽입곡
1. 〈빛(ヒカリ)〉14화
(작사：와타나베 마나미 / 작곡：데와 요시아키 / 편곡：데와 요시아키, 후지이 타케시 / 노래：쥬카이(樹海))
14화 엔딩때 삽입된 곡이다.

### 방영목록(FATE루트)
| 화수 | 부제 (원제/풀이)   | 부제 (원제/풀이)        | 방영일          |
| ---- | ------------------ | ----------------------- | --------------- |
| 1    | 始まりの日         | 시작의 날               | 2006년 1월 6일  |
| 2    | 運命の夜           | 운명의 밤               | 2006년 1월 13일 |
| 3    | 開幕               | 개막                    | 2006년 1월 20일 |
| 4    | 最強の敵           | 최강의 적               | 2006년 1월 27일 |
| 5    | 魔術師二人〈前編〉 | 두명의 마술사(전편)     | 2006년 2월 3일  |
| 6    | 魔術師二人〈後編〉 | 두명의 마술사(후편)     | 2006년 2월 10일 |
| 7    | 蠢動               | 준동                    | 2006년 2월 17일 |
| 8    | 不協の旋律         | 불협화음                | 2006년 2월 24일 |
| 9    | 月下流麗           | 월하유려                | 2006년 3월 3일  |
| 10   | 穏やかな幕間       | 평온한 막간             | 2006년 3월 10일 |
| 11   | 鮮血神殿           | 선혈신전                | 2006년 3월 17일 |
| 12   | 空を裂く           | 하늘을 가르다           | 2006년 3월 24일 |
| 13   | 冬の城             | 겨울의 성               | 2006년 3월 31일 |
| 14   | 理想の果て         | 이상의 끝               | 2006년 4월 7일  |
| 15   | 十二の試練         | 12번의 시련             | 2006년 4월 14일 |
| 16   | 約束された勝利の剣 | 약속된 승리의 검        | 2006년 4월 21일 |
| 17   | 魔女の烙印         | 마녀의 각인             | 2006년 4월 28일 |
| 18   | 決戦               | 결전                    | 2006년 5월 5일  |
| 19   | 黄金の王           | 황금의 왕               | 2006년 5월 12일 |
| 20   | 遠い夢跡           | 머나먼 꿈의 자취        | 2006년 5월 19일 |
| 21   | 天地乖離す開闢の星 | 천지를 가르는 개벽의 별 | 2006년 5월 26일 |
| 22   | 願いの果て         | 소망의 끝               | 2006년 6월 2일  |
| 23   | 聖杯               | 성배                    | 2006년 6월 9일  |
| 24   | 全て遠き理想郷     | 모든 것은 머나먼 이상향 | 2006년 6월 16일 |

## 성우
일본판의 성우는 페이트/스테이 나이트의 PS2판 제작에도 참여했으며
한국판의 경우에는, 일판과 목소리가 많이 다르다는 이유로 많은 비난을 받기도 했다
| 세이버                   | 일본판 | 카와스미 아야코   |
| 세이버                   | 한국판 | 양정화            |
| 에미야 시로              | 일본판 | 스기야마 노리아키 |
| 에미야 시로              | 한국판 | 김영선            |
| 토오사카 린              | 일본판 | 우에다 카나       |
| 토오사카 린              | 한국판 | 정미숙            |
| 마토 사쿠라              | 일본판 | 시타야 노리코     |
| 마토 사쿠라              | 한국판 | 이선              |
| 아처                     | 일본판 | 스와베 쥰이치     |
| 아처                     | 한국판 | 김승태            |
| 마토 신지                | 일본판 | 카미야 히로시     |
| 마토 신지                | 한국판 | 김일              |
| 코토미네 키레이          | 일본판 | 나카타 죠지       |
| 코토미네 키레이          | 한국판 | 김일              |
| 이리야스필 폰 아인츠베른 | 일본판 | 카도와키 마이     |
| 이리야스필 폰 아인츠베른 | 한국판 | 정윤정            |
| 라이더                   | 일본판 | 아사카와 유우     |
| 라이더                   | 한국판 | 정윤정            |
| 랜서                     | 일본판 | 칸나 노부토시     |
| 랜서                     | 한국판 | 위훈              |
| 어쌔신                   | 일본판 | 미키 신이치로     |
| 어쌔신                   | 한국판 | 위훈              |
| 캐스터                   | 일본판 | 타나카 아츠코     |
| 캐스터                   | 한국판 | 지미애            |
| 길가메쉬                 | 일본판 | 세키 토모카즈     |
| 길가메쉬                 | 한국판 | 위훈              |
| 에미야 시로(少)          | 일본판 | 노다 준코         |
| 에미야 시로(少)          | 한국판 | 이선              |
| 후지무라 타이가          | 일본판 | 이토 미키         |
| 후지무라 타이가          | 한국판 | 지미애            |
| 에미야 키리츠구          | 일본판 | 코야마 리키야     |
| 에미야 키리츠구          | 한국판 | 김승태            |

## 같이 보기
- 공의 경계
- 진월담 월희
- 타입문 아레나
- 페이트/할로우 아타락시아
- 페이트 어나더
- Fate/Zero